# 格蘭奴
格蘭奴（Gleno）是東帝汶的城市，是埃爾梅拉區的首府，位於首都帝力西南30公里（19英里），座標8°43′26″S 125°26′10″E / 8.72389°S 125.43611°E，海拔882米（2,894英尺），人口29,000。